# Alojzy Gabor
Alojzy Gabor (ur. 9 sierpnia 1897 r. w Kobyli - zm. 22 sierpnia 1961 r. w Mikołowie) – powstaniec śląski, żołnierz Polskich Sił Zbrojnych na Zachodzie.
Mieszkał w Kobyli. Od marca 1919 członek Polskiej Organizacji Wojskowej Górnego Śląska w Lubomii. Kierował rejonem POW okręgiem  Kobyla — Łańce, gdzie wyróżnił się w zdobywaniu broni od „Grenzschutzu“. W czasie I powstania śląskiego brał udział w walkach pod Rzuchowem i Pszowem jako dowódca kompanii 1 Batalionu 4 raciborskiego pułku piechoty. W czasie II powstania śląskiego był zastępcą dowódcy batalionu i dowódcą kompanii, uczestniczył w walkach w Gołkowicach i Godowie. Następnie zaangażował się w działalność plebiscytową. Podczas III powstania śląskiego jako adiutant dowódcy pełnił funkcję  szefa sztabu i wywiadu w 4 pułku strzelców raciborskich. 23 maja 1921 r. podczas walk pod Olzą został ciężko ranny. Po zakończeniu działań powstańczych został komendantem powiatowym i likwidatorem powstania na powiat raciborski aż do dnia wkroczenia na jego teren Wojska Polskiego.
W okresie międzywojennym mieszkał w Suminie, gdzie był w latach 20. dzierżawcą restauracji granicznej stacji kolejowej. Następnie w latach 30. mieszkał w Rybniku, gdzie był właścicielem restauracji "Obywatelskiej" przy Placu Zamkowym. Był członkiem Związku Powstańców Śląskich w Rybniku. Podczas II wojny światowej służył w II Korpusie Polskim pod dowództwem gen. Władysława Andersa. Po powrocie do kraju mieszkał w Mikołowie.
Pochowany na cmentarzu parafialnym św. Wojciecha w Mikołowie (sektor 1BP, rząd 2, nr grobu 6).

## Odznaczony
- Krzyż Niepodległości z Mieczami
- Krzyż na Śląskiej Wstędze Waleczności i Zasługi
- Krzyż POW